# Franse dorpen die zijn verwoest tijdens de Eerste Wereldoorlog
In 1916 zijn in Frankrijk negen dorpen tijdens de Slag om Verdun compleet van de kaart geveegd. Deze negen dorpen liggen allen in het departement Meuse. Zes dorpen zijn nooit herbouwd. Na de Eerste Wereldoorlog is besloten deze dorpen en gemeenten intact te laten omdat ze zijn "gesneuveld" voor Frankrijk. De gemeenteraad bestaat uit drie leden die worden benoemd door de prefect van het departement Meuse.
De verwoeste dorpen zijn:
- Beaumont-en-Verdunois
- Bezonvaux
- Cumières-le-Mort-Homme
- Douaumont
- Fleury-devant-Douaumont, nabij het Mémorial de Verdun.
- Haumont-près-Samogneux
- Louvemont-Côte-du-Poivre
- Ornes
- Vaux-devant-Damloup (herbouwd)

## Meurthe-et-Moselle
Een aantal gemeenten in Meurthe-et-Moselle nabij saillant de Saint-Mihiel werden vernietigd tijdens de Slag om Verdun in 1916 en de Slag bij Saint-Mihiel in 1918.
- Regniéville, vernietigd, tegenwoordig een exclave van de gemeente Thiaucourt-Regniéville
- Remenauville, opgenomen in de gemeente Limey-Remenauville
- Fey-en-Haye, vernietigd, enkele meters verder herbouwd
- Flirey, vernietigd, verderop herbouwd met oorspronkelijke stratenplan